# Burnia sexmucronata
Espèce
Synonymes
- Nemastoma sexmucronatum Simon, 1911

Burnia sexmucronata est une espèce d'opilions dyspnois de la famille des Nemastomatidae.

## Distribution
Cette espèce est endémique d'Espagne. Elle se rencontre en Cantabrie et dans l'Extrême-Ouest du Pays basque dans des grottes.

## Description
Le mâle syntype mesure 2,1 mm et la femelle syntype 2,5 mm.

## Systématique et taxinomie
Cette espèce a été décrite sous le protonyme Nemastoma sexmucronatum par Simon en 1911. Elle est placée dans le genre Nemastomella par Staręga en 1987 puis dans le genre Burnia par Prieto en 2021.

## Publication originale
- Simon, 1911 : « Araneae et Opiliones (Troisième série). Biospeologica. XXIII. » Archives de zoologie expérimentale et générale, sér. 5, vol. 9, no 2, p. 177-206 (texte intégral).